# Episodi di Leverage - Consulenze illegali (quarta stagione)
La quarta stagione della serie televisiva Leverage è andata in onda negli Stati Uniti sul network TNT dal 26 giugno 2011 al 15 gennaio 2012.
In Italia è stata trasmessa su Joi a partire dal 10 novembre 2011.
| nº | Titolo originale         | Titolo italiano               | Prima TV USA     | Prima TV Italia  |
| -- | ------------------------ | ----------------------------- | ---------------- | ---------------- |
| 1  | The Long Way Down Job    | Caccia al tesoro              | 26 giugno 2011   | 10 novembre 2011 |
| 2  | The 10 Li'l Grifters Job | Dieci piccoli truffatori      | 3 luglio 2011    | 17 novembre 2011 |
| 3  | The 15 Minutes Job       | Quindici minuti di popolarità | 10 luglio 2011   | 24 novembre 2011 |
| 4  | The Van Gogh Job         | L'affare Van Gogh             | 17 luglio 2011   | 1º dicembre 2011 |
| 5  | The Hot Potato Job       | Patata bollente               | 24 luglio 2011   | 8 dicembre 2011  |
| 6  | The Carnival Job         | Missione Luna Park            | 31 luglio 2011   | 15 dicembre 2011 |
| 7  | The Grave Danger Job     | Missione sottoterra           | 14 agosto 2011   | 22 dicembre 2011 |
| 8  | The Boiler Room Job      | Mestiere di Famiglia          | 14 agosto 2011   | 29 dicembre 2011 |
| 9  | The Cross My Heart Job   | Rubacuori                     | 21 agosto 2011   | 5 gennaio 2012   |
| 10 | The Queen's Gambit Job   | La mossa della Regina         | 28 agosto 2011   | 12 gennaio 2012  |
| 11 | The Experimental Job     | L'esperimento                 | 27 novembre 2011 | 19 gennaio 2012  |
| 12 | The Office Job           | Biglietti di auguri           | 4 dicembre 2011  | 26 gennaio 2012  |
| 13 | The Girl's Night Out Job | La notte delle ragazze        | 11 dicembre 2011 | 2 febbraio 2012  |
| 14 | The Guy's Night Out Job  | La notte dei ragazzi          | 18 dicembre 2011 | 9 febbraio 2012  |
| 15 | The Lonely Hearts Job    | Cuori solitari                | 25 dicembre 2011 | 9 febbraio 2012  |
| 16 | The Gold Job             | Operazione oro                | 1º gennaio 2012  | 16 febbraio 2012 |
| 17 | The Radio Job            | Il brevetto                   | 8 gennaio 2012   | 16 febbraio 2012 |
| 18 | The Last Dam Job         | Vendetta finale               | 15 gennaio 2012  | 23 febbraio 2012 |